# Crown Point (Indiana)
Pour les articles homonymes, voir Crown Point.
La ville de Crown Point est le siège du comté de Lake, dans l'Indiana, aux États-Unis. Elle fait partie de l'agglomération de Chicagoland et se situe à environ 35 km à l'est de Chicago. La population était de 21 287 personnes lors du recensement des États-Unis de 2006. La ville fut incorporée aux États-Unis en 1868. Le 31 octobre 1834, Solon Robinson et sa famille sont les premiers colons à arriver à l'endroit qui deviendra plus tard Crown Point. En raison de sa localisation, Crown Point est connue comme étant the Hub of Lake County (la « plaque tournante du comté de Lake ») ou the Hub City.

## Histoire
Le 31 octobre 1834, Solon Robinson et sa famille sont les premiers colons à revendiquer un terrain dans le périmètre qui deviendra finalement Crown Point. En février 1837, le comté de Lake devient officiellement un comté américain, avec  Liverpool (dans l'Indiana) comme siège. Plus tard cette même année, Solon Robinson finance un projet de 500 $ pour construire une nouvelle courthouse (cour de justice et siège du comté) en bois, et ainsi Crown Point devient le siège du comté. Cependant, il faudra attendre 1868 pour que Crown Point devienne officiellement une ville des États-Unis.
En 1878 commence la construction d'une nouvelle cour de justice du comté plus imposante, ainsi que celle d'une tour d'horloge. Cette nouvelle cour de justice, surnommée the Grand Old Lady (la grande/superbe vieille dame), est située au centre de la ville et est destinée à devenir la pièce centrale de Crown Point (plusieurs ajouts y seront faits entre 1907 et 1928). En campagne pour la présidence des États-Unis, William Jennings Bryan s'adresse à la foule depuis ses marches en 1896. Crown Point sert d'emplacement à la première Cobe Cup Car Race (course automobile), remportée par Louis Chevrolet en 1909, et le prix lui est remis sur les marches du bâtiment. La vieille cour de justice du comté de Lake est finalement placée dans le Registre national des lieux historiques en 1973 et le nouveau siège du gouvernement du comté de Lake ouvre dans la partie nord de la ville dès l'année suivante.
Comme il n'y a pas de délai pour les licences de mariage à Crown Point, la ville est devenue un endroit couru pour se marier et est connue comme étant une « usine à mariage ». Beaucoup de personnalités sont venues à Crown Point pour y être mariées, dont Tom Mix, Rudolph Valentino, Mohamed Ali, et le patriarche de la famille Jackson Joseph Jackson. Plusieurs sites Internet affirment que Ronald Reagan et Jane Wyman s'y sont mariés,. Cependant, Ronald Reagan et Jane Wyman se sont en fait mariés à Glendale en Californie, selon Fox News, The Washington Post, et le Los Angeles Times.
Le 3 mars 1934, Crown Point inscrit définitivement son nom dans les livres d'histoire. Ce jour-là, le célèbre braqueur et ennemi public no 1 John Dillinger s'évade de la prison du comté de Lake, jusque-là surnommée par les autorités locales the "escape-proof" (« celle qui est à l'épreuve de l'évasion »), alors que celle-ci est sous le contrôle de nombreux gardes de la police locale et de l'État. Dillinger s'est apparemment échappé en utilisant un faux pistolet en bois, taillé à la main et noirci au cirage à chaussure. Cette évasion embarrasse d'autant plus la ville que Dillinger s'est échappé au volant de la voiture du shérif Lillian Holley, suscitant les quolibets de la presse. En réaction, le shérif Holley déclara qu'il abattrait Dillinger avec sa propre arme si jamais il le recroisait.
En mars 2008, les studios Universal, sous la direction de Michael Mann, visitent Crown Point pour tourner certaines scènes du film Public Enemies dans l'ancienne prison d'où s'est évadé Dillinger. L'intrigue se situe durant la Grande Dépression et se concentre sur l'agent du FBI Melvin Purvis, tentant d'arrêter John Dillinger, Baby Face Nelson et Pretty Boy Floyd. Christian Bale joue le rôle de Melvin Purvis, et Johnny Depp interprète Dillinger. L'actrice Lili Taylor incarne le shérif Holley dans le film. Le tournage à Crown Point prend trois jours et comprend un certain nombre de scènes dans l'ancien bureau du shérif et dans l'ancienne prison. Une scène est également construite pour filmer en extérieur. Le film est sorti en juillet 2009 en France.

## Géographie
Selon le Bureau du recensement des États-Unis, la ville occupe une superficie totale de 43,1 km2, dont 43 km2 de terre et 0,06 % d'eau. La ville est située sur la moraine de Valparaiso, qui est aussi l'Eastern Continental Divide.
Crown point se situe à environ 55 km au sud-est de Downtown Chicago.

## Démographie
| Groupe            | Crown Point | Indiana | États-Unis |
| ----------------- | ----------- | ------- | ---------- |
| Blancs            | 88,3        | 84,3    | 72,4       |
| Afro-Américains   | 6,3         | 9,1     | 12,6       |
| Autres            | 1,9         | 3,0     | 7,3        |
| Asiatiques        | 1,8         | 1,6     | 4,8        |
| Métis             | 1,6         | 2,0     | 2,9        |
| Total             | 100         | 100     | 100        |
|                   |             |         |            |
| Latino-Américains | 8,1         | 6,0     | 16,7       |

Selon l'American Community Survey, pour la période 2011-2015, 88,26 % de la population âgée de plus de 5 ans déclare parler anglais à la maison, alors que 4,40 % déclare parler le macédonien, 2,49 % l'espagnol, 1,03 % le grec et 3,83 % une autre langue.
D'après le recensement de 2006, il y a 21 287 habitants à Crown point. Les familles (plus d'une personne par résidence) représentent 68,5% de la population. La densité de population est de 495,0 habitants par km2. L'âge moyen est de 41,7 ans, ce qui est plus que la moyenne nationale. D'après le recensement de 2007, le revenu médian pour un ménage est de 53 818 dollars, ce qui est légèrement inférieur aux chiffres du comté de Lake (57 322 dollars) et des États-Unis (60 374 dollars).

## Gouvernement
Le gouvernement de la ville consiste en un maire et un conseil communal. Le maire est élu lors d'un vote de toute la ville. Le conseil est composé de sept membres. Cinq sont élus dans des circonscriptions distinctes. Deux sont élus par toute la ville.

## Personnes célèbres nées à Crown Point
- Jerry Lynn Ross, astronaute
- William George Haan, général américain